# Oceanside Countryside
Oceanside Countryside è un album discografico del musicista canadese Neil Young, pubblicato in vinile nel 2025 dalla casa discografica Reprise Records.

## Il disco
È l'ultimo dei grandi "lost album" di Neil Young ad essere pubblicato come parte della sua Analog Original Series (AOS); è stato registrato da maggio a dicembre 1977, il lato A, Oceanside, in Florida e a Malibu, mentre il lato B,  con Young alle prese con Countryside, a Nashville, prima dell'uscita nel 1978 di Comes a Time con cui condivide lo stesso suono country/folk. Tre canzoni (Goin' Back, Human Highway e Field of Opportunity) sono già state pubblicate all'epoca su Comes a Time, le altre invece in Rust Never Sleeps e Hawks & Doves in versioni diverse, e l'unico inedito è It Might Have Been.
Oceanside Countryside include brani presenti anche sul CD omonimo presente in Neil Young's Archives Vol. III. La lista di tracce corrisponde al modo in cui Oceanside Countryside era stato originariamente pianificato per essere pubblicato all'epoca.

## Tracce
LATO A (Oceanside)
Testi e musiche di Neil Young; edizioni musicali Silver Fiddle Music.
1. Sail Away – 3:49
2. Lost In Space – 4:21
3. Captain Kennedy – 2:52
4. Goin' Back – 5:08
5. Human Highway – 3:11

LATO B (Countryside)
Testi e musiche di Neil Young, eccetto dove indicato; edizioni musicali Silver Fiddle Music, eccetto dove indicato.
1. Field Of Opportunity – 3:08
2. Dance Dance Dance – 2:33 (edizioni musicali Broken Arrow Music)
3. The Old Homestead – 7:10
4. It Might Have Been – 2:36 (Ronnie Green, Harriet Kane; edizioni musicali Ominid Music)
5. Pocahontas – 3:26

## Formazione
- Neil Young – voce, chitarra, armonica, vibrafono, synth
- Karl Himmel - batteria
- Joe Osborn – basso
- Ben Keith – pedal steel guitar
- Rufus Thibodeaux – violino
- Gordon Terry – violino
- Levon Helm - batteria in The Old Homestead
- Tim Drummond - basso in The Old Homestead
- Tom Scribner - sega musicale in The Old Homestead